# Manfred Ritschel
Manfred Ritschel (* 7. Juni 1946 in Unterreichenbach) ist ein ehemaliger deutscher Fußballspieler.

## Werdegang
Ritschel begann seine Laufbahn beim Heimatverein SV Unterreichenbach, wechselte dann über den FC Stein zum ESV Ingolstadt-Ringsee, mit dem er 1968 Bayernliga-Meister wurde. Der damalige Regionalligist SSV Jahn Regensburg wurde daraufhin auf den Stürmer aufmerksam und nahm ihn unter Vertrag. Unter dem Trainer Aki Schmidt gelang dem SSV in der Saison 1968/69 beinahe der Aufstieg in die Bundesliga. Nachdem er in 60 Spielen 38 Tore für den Jahn erzielen konnte, wechselte Ritschel in einem Tauschhandel 1970 zu Borussia Dortmund (für ihn kam Alfred Kohlhäufl nach Regensburg). Gleich in seinem ersten Profijahr spielte er in allen Bundesligapartien bei der Borussia und erzielte sechs Tore.
Manfred Ritschel war Rechtsaußen und wechselte nach dem Abstieg des BVB aus der Bundesliga zum Süd-Regionalligisten Kickers Offenbach. Mit dem von Gyula Lóránt trainierten OFC stieg er im Jahr darauf in die Bundesliga auf. In Offenbach avancierte er zudem zum Nationalspieler: Er spielte 1975 dreimal für Deutschland und erzielte ein Tor. Nach dem Abstieg der Offenbacher Kickers 1976 wechselte er zum 1. FC Kaiserslautern und spielte in der Saison 1977/78 noch ein Jahr beim FC Schalke 04. Bevor er seine Karriere beendete, spielte er noch von November 1978 bis zum Ende der Saison 1981/82 in der 2. Bundesliga Süd bei der SpVgg Fürth, dem Vorläufer der heutigen SpVgg Greuther Fürth.
Insgesamt absolvierte Manfred Ritschel 231 Bundesligaspiele und erzielte dabei 33 Tore. Seine Bilanz in der 2. Liga weist 9 Tore bei 108 Einsätzen aus.
Ritschel arbeitete nach Beendigung seiner aktiven Karriere als Trainer weiter. Ihm gelang mit dem SC 04 Schwabach 1998 der Aufstieg in die Bayernliga.
Er wurde 2006 in der Sendung „Unsere Besten“ (ZDF) auf Platz 407 gewählt.
Ritschel hat 2 Töchter und 2 Enkel. Er wohnt in Sorg, Wendelstein bei Nürnberg und veranstaltet Themenmärkte im Schloss Sorg.

## Stationen als Spieler
Frühere Vereine: SV Unterreichenbach, FC Stein
- bis 1968 ESV Ingolstadt
- 1968–1970 SSV Jahn Regensburg
- 1970–1972 Borussia Dortmund
- 1972–1976 Kickers Offenbach
- 1976–1978 1. FC Kaiserslautern
- 1977–1978 FC Schalke 04
- 1978–1982 SpVgg Fürth

## Nationalmannschaft
- 1975 – 3 Spiele, 1 Tor

## Belege
1. ↑  Holger Appel: „Die beste Zeit meiner Karriere“. In: op-online. Offenbach-Post, 24. März 2021, abgerufen am 27. Juni 2021.